# Орлиний острів
Орлиний острів — радянський художній фільм 1961 року, знятий кіностудією «Молдова-фільм».

## Сюжет
Фільм присвячується пам'яті Івана Захаровича Птіцина, радянського археолога і військового моряка, вченого і мрійника, який поліг смертю хоробрих в бою з фашистськими загарбниками.
Про роботу молдавських археологів на острові Орлиний. Археологічна експедиція виявляє на острові Орлиний безліч зламаних рабських нашийників. Начальник експедиції весь час говорить про місцеву легенду, згідно з якою на скелі час від часу з'являється вогненна фігура Ахіллеса, який допомагає морякам в бурю відшукати безпечну дорогу. Врешті-решт вони нічого не знаходять, експедиція залишає острів, але начальник залишається. З'ясовується, що на острові ховалися раби-втікачі, які створили цілу державу. А Ахіллес — це був маяк, який вони побудували: вежа, озерце з нафтою і вікно в башті, що мало форму людської фігури з рукою, яка вказує безпечний напрямок. Коли нафту підпалювали, у темряві і виникала вогненна фігура…
Прообразом Орлиного острова послужив острів Зміїний, розташований в Чорному морі, в 35 кілометрах від гирла ріки Дунаю. Раніше острів був форпостом радянських прикордонників, а сьогодні він належить Україні. Оскільки в шельфі острова була знайдена нафта, Румунія оскаржувала територіальну приналежність Зміїного, але ООН залишила острів під юрисдикцією України.

## У ролях
- Геннадій Юдін — Винту, керівник археологічної експедиції
- Світлана Дружиніна — Ірина Родова, археолог
- Ростислав Плятт — Олександр Георгійович Ветешану, археолог
- Іон Шкуря — Георге, археолог
- Катерина Малкоч — Катінка, учасниця археологічної експедиції
- Васіле Константин — Адріан, художник, учасник археологічної експедиції
- Володимир Смирнов — Сашка Бірюков, шофер, учасник археологічної експедиції
- Наталія Хреннікова — Таня Громова
- Валентин Горшков — Тініка, юний учасник археологічної експедиції
- Юрій Саранцев — слідчий
- Борис Петелін — Громов, археолог, який загинув на війні
- Леонід Данчишин — Тарас, робочий археологічної експедиції
- Віра Бреєру — епізод
- Йосип Левяну — Лонгу, голова колгоспу
- Петро Воротнюк — вчений, археолог
- Геннадій Четвериков — головний раб

## Знімальна група
- Режисери — Михайло Ізраїлев, Маріанна Рошаль
- Сценаристи — Маріанна Рошаль, Георгій Федоров, Юлій Дунський, Валерій Фрід
- Оператор — Віталій Калашников
- Композитор — Едуард Лазарев
- Художники — Станіслав Булгаков, Аурелія Роман